# Liselotte-Schreiner-Ring
Der Liselotte-Schreiner-Ring geht auf die Burgschauspielerin Hedwig Bleibtreu zurück, die den Saphir-Ring mit Brillanten an ihre Kollegin Liselotte Schreiner vererbt hatte. 1990 beschloss Liselotte Schreiner die Stiftung des Rings mit der Verfügung, dass die Ringträgerin diesen an „eine bedeutende Heroine“ ihrer Wahl weitergeben oder vererben soll.

## Trägerinnen des Liselotte-Schreiner-Ringes
| Dauer           | Träger             |
| --------------- | ------------------ |
| 1991 bis 2001   | Judith Holzmeister |
| seit 28.11.2001 | Elisabeth Orth     |